# Vudu
Vudu, Inc. är ett amerikanskt företag som grundades år 2004. Företaget utvecklar och tillverkar video on demand-produkter och tjänster för att användas i P2P-nätverk för TV, som tv-boxen VUDU, som möjliggör leverans av filmer och tv-serier till tv-apparater. Filmerna når konsumenten via high-definition streaming över internet. Formatet som filmerna sänds i kallas HDX. Systemet stöder upp till 1080p video upplösning och Dolby Digital Plus 5.1 surroundljud. Man kan i Sverige inte se film från www.vudu.com; ett amerikanskt betalkort krävs.
År 2009 skrev Vudu kontrakt med TV-tillverkaren LG Electronics, som i framtiden ska inkludera VUDU:s streamingsystem inbyggt i sina TV-apparater.
2010 köpte världens största detaljhandelsföretag Walmart Vudu för $100 miljoner.